# Otto Grau
Otto Grau (* 20. September 1913 in Erlangen; † 4. November 1981 ebenda) war ein deutscher Maler und Grafiker.

## Leben
Nach einer handwerklichen Lehre, die er mit 17 Jahren abschloss, studierte Otto Grau von 1934 bis 1939 an der Akademie der Bildenden Künste Nürnberg. Seine künstlerische Tätigkeit wurde sieben Jahre durch den Zweiten Weltkrieg unterbrochen. Nach der Rückkehr aus der Gefangenschaft 1946 arbeitete er zunächst als Grafiker in einer Kunstdruckanstalt und danach im Bauamt der Stadt Erlangen. Um sich eine Existenzgrundlage als Kunsterzieher zu schaffen, studierte er von 1956 bis 1960 an der Universität Erlangen Kunstgeschichte, Pädagogik und Psychologie. Anschließend lehrte er u. a. am Dürer-Gymnasium Nürnberg und war daneben auch schöpferisch tätig. Nachdem er 1969 den Schuldienst verlassen hatte, widmete er sich freischaffend seiner Künstlertätigkeit.

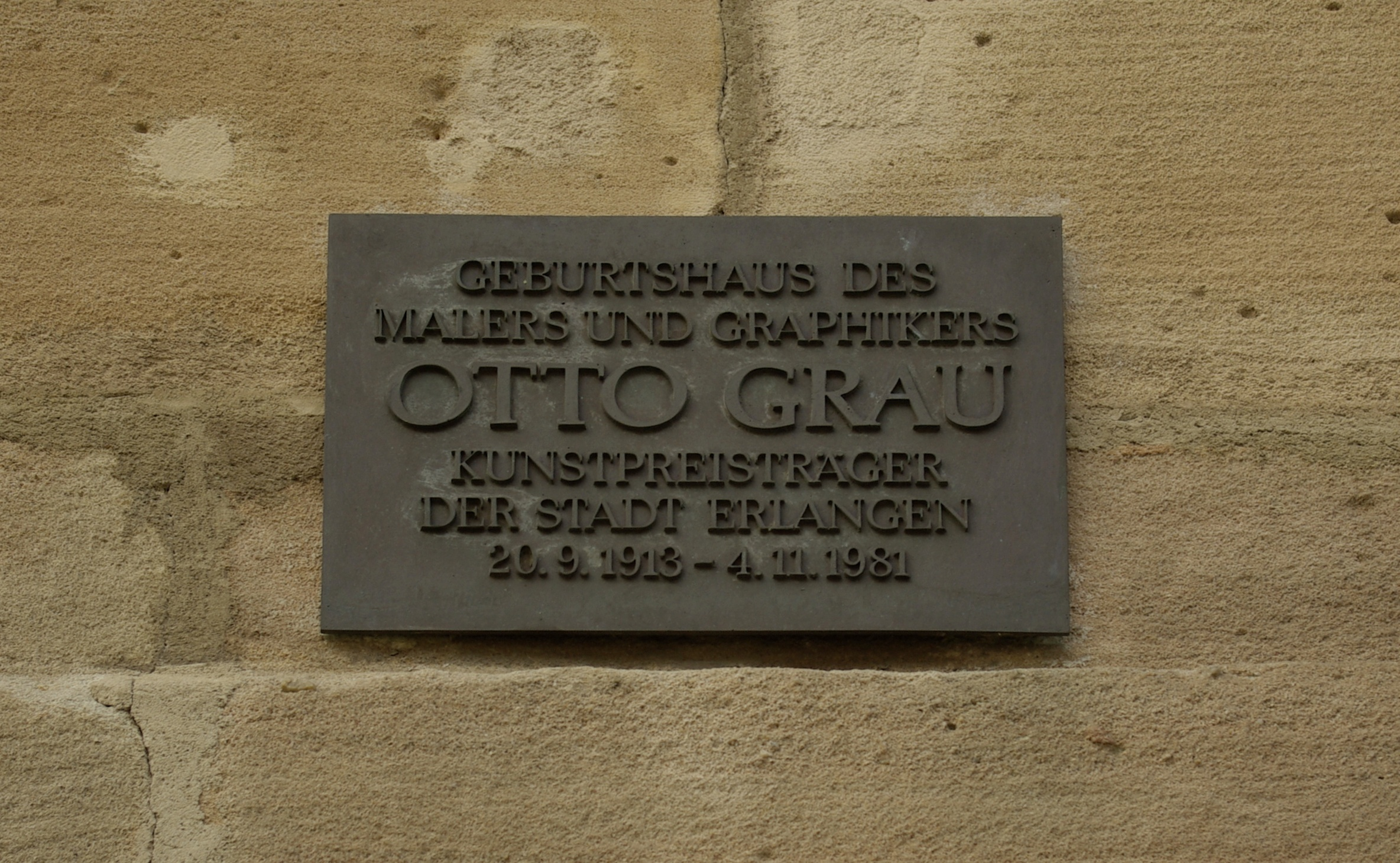
Gedenktafel am Geburtshaus von Otto Grau in Erlangen

Otto Graus Arbeiten umfassen u. a. Aquarelle von Landschaften und Städtebilder aus Franken sowie West- und Südeuropa und Nordafrika. Zudem schuf er Öl- und Acrylbilder in abstrakten Farbkompositionen sowie großformatige Siebdrucke mit häufig architektonisch-technischen Formen. Auch Mosaiken, Glasfenster, Gobelins, Plakate und Buchillustrationen sowie Kunstwerke im Rahmen der Ausschreibungen Kunst am Bau wurden von ihm geschaffen. Seine Werke werden in zahlreichen Kunstmuseen und öffentlichen Sammlungen gezeigt. An seinem Geburtshaus in der Erlanger Oberen Karlstraße 22 befindet sich eine Gedenktafel.

## Ehrungen
- Kulturpreis der Stadt Erlangen (1971)
- Ehrenpreis und Medaille des «Prix Paul Boinot de la Cité Libre du Vieux Thouars» der 5. Biennale von Loudun (1971)
- Silbermedaille und Ehrenmitgliedschaft der Accademia Internazionale „Tommaso Campanella“ in Rom
- Ehrendiplom der Galerie Vallombreuse in Biarritz
- Gedächtnisausstellung des Erlanger Kunstvereins in der Städtischen Galerie (1998)

## Kulturstiftung und Preis
Graus Witwe Hildegard († 1996) errichtete 1993 die Otto und Hildegard Grau-Kulturstiftung, aus deren Erlösen alle zwei Jahre der mit 5.000 € (seit einem Beschluss des Stiftungsrats vom 20. Juni 2022; zuvor 7.500 €) dotierte Otto-Grau-Kulturpreis an eine herausragende fränkische Künstlerpersönlichkeit verliehen wird. Dies geschieht in den Sparten Bildende Kunst (Grafik, Bildhauerei, Design, Fotografie), Literatur, Musik und Kunstwissenschaft.
Kriterien für die Vergabe sind laut Satzung eine Beziehung des Preisträgers zu Franken durch Leben oder Werk oder die enge Verbundenheit zur Arbeit Otto Graus.

### Preisträger
- 1993 Werner Knaupp (Bildende Kunst)
- 1995 Werner Heider (Musik)
- 1998 Godehard Schramm (Literatur)
- 2000 Herbert Bessel (Bildende Kunst)
- 2002 Horst Lohse (Musik) und Walter Förster (Bildende Kunst)
- 2004 Brigitta Heyduck (Bildende Kunst)
- 2006 Frank-Markus Barwasser (Literatur / Kabarett) und Anne Maar (Literatur / Theater)
- 2008 Inge Gutbrod (Bildende Kunst)
- 2010 Bernd Böhner (Bildende Kunst)[3]
- 2012 Christian Rösner (Bildende Kunst)[4]
- 2014 Nora Gomringer
- 2016 Hubertus Hess (Bildende Kunst)
- 2018 Andreas Oehlert (Bildende Kunst)
- 2020 Stefanie Pöllot (Bildende Kunst)
- 2022 Raphaela Vogel (Bildende Kunst)[5]
- 2024 Timo Reger (Grafik und Illustration)